# 宮崎正義 (政治家)
宮崎 正義（みやざき まさよし、1912年3月1日 - 没年不明）は、日本の政治家、参議院議員（3期、公明党）。

## 経歴
広島県呉市生まれ。1929年3月、東京工業専修学校建築科卒。海軍航空技術廠に入った。1953年、建築事務所を開く。1959年、横須賀市議会議員となり、1期務めた。1965年の第7回参議院議員通常選挙で公明党公認で全国区から立候補して初当選。連続3期務めた。この間、参議院科学技術振興特別委員長や同運輸委員長を歴任した。1983年の第13回参議院議員通常選挙に出馬せず引退した。同年秋の叙勲で勲二等旭日重光章受章。
そのほか、創価学会副理事長を務めた。

## 人物
- 感銘を受けた人物は吉田松陰[3]
- 趣味は俳句[3]